# Un certain regard
Un certain regard (ung. "Ett särskilt ögonkast") är sedan 1978 en officiell sektion vid filmfestivalen i Cannes. Den är tänkt att fokusera på nyskapande eller djärva verk. Sedan 1998 utdelas Un certain regard-priset (Prix un certain regard) till sektionens bästa film, som utses av en särskild jury.

## Un certain regard-priset
Följande filmer har prisats i sektionen:
| År   | Film                                             | Mottagare                                     | Mottagarens land        | Pris                            |
| ---- | ------------------------------------------------ | --------------------------------------------- | ----------------------- | ------------------------------- |
| 1998 | Tueur à gages                                    | Darejan Omirbaev                              | Kazakstan               | Un certain regard-priset        |
| 1999 | Underbara människor (Beautiful People)           | Jasmin Dizar                                  | Storbritannien          | Un certain regard-priset        |
| 2000 | Things You Can Tell Just by Looking at Her       | Rodrigo García                                | Colombia                | Un certain regard-priset        |
| 2000 | Jag du dom (Eu Tu Eles)                          | Andrucha Waddington                           | Brasilien               | Mention spéciale                |
| 2001 | Amour d'enfance                                  | Yves Caumon                                   | Frankrike               | Un certain regard-priset        |
| 2002 | Sud senaeha                                      | Apichatpong Weerasethakul                     | Thailand                | Un certain regard-priset        |
| 2003 | De bästa åren (La meglio gioventù)               | Marco Tullio Giordana                         | Italien                 | Un certain regard-priset        |
| 2003 | Tusen månader (Mille mois)                       | Faouzi Bensaidi                               | Marocko                 | Prix le premier regard          |
| 2003 | Talaye Sorkh                                     | Jafar Panahi                                  | Iran                    | Prix du jury                    |
| 2004 | Moolaadé                                         | Ousmane Sembène                               | Senegal                 | Un certain regard-priset        |
| 2004 | Whisky                                           | Juan Pablo Rebella och Pablo Stoll            | Uruguay                 | Prix du regard original         |
| 2004 | Khakestar-o-khak                                 | Atiq Rahimi                                   | Afghanistan             | Prix du regard vers l'avenir    |
| 2005 | Herr Lazarescus död (Moartea domnului Lăzărescu) | Cristi Puiu                                   | Rumänien                | Un certain regard-priset        |
| 2005 | Le filmeur                                       | Alain Cavalier                                | Frankrike               | Prix de l'intimité              |
| 2005 | Delwende                                         | S. Pierre Yameogo                             | Burkina Faso            | Prix de l'espoir                |
| 2006 | Jiāng chéng xià rì                               | Wang Chao                                     | Kina                    | Un certain regard-priset        |
| 2006 | Ten Canoes                                       | Rolf de Heer                                  | Australien              | Prix spécial du jury            |
| 2006 | Cum mi-am petrecut sfârşitul lumii               | Doroteea Petre                                | Rumänien                | Prix d'interprétation féminine  |
| 2006 | El violín                                        | Ángel Tavira                                  | Mexiko                  | Prix d'interprétation masculine |
| 2006 | Meurtrières                                      | Patrick Grandperret                           | Frankrike               | Prix du président du jury       |
| 2007 | California Dreamin' (Nesfârșit)                  | Cristian Nemescu                              | Rumänien                | Un certain regard-priset        |
| 2007 | Skådespelerskor (Actrices)                       | Valeria Bruni-Tedeschi                        | Frankrike               | Prix spécial du jury            |
| 2007 | Polisorkestern som kom bort (Bikur ha-tizmoret)  | Eran Kolirin                                  | Israel                  | Coup de cœur du jury            |
| 2008 | Tulpan                                           | Sergej Dvortsevoj                             | Kazakstan               | Un certain regard-priset        |
| 2008 | Tōkyō sonata                                     | Kiyoshi Kurosawa                              | Japan                   | Prix du jury                    |
| 2008 | Sjunde himlen (Wolke Neun)                       | Andreas Dresen                                | Tyskland                | Coup de cœur du jury            |
| 2008 | Tyson                                            | James Toback                                  | Förenta staterna        | Le K.O. du certain regard       |
| 2008 | Johnny Mad Dog                                   | Jean-Stéphane Sauvaire                        | Frankrike               | Prix de l'espoir                |
| 2009 | Dogtooth (Kynodontas)                            | Giorgos Lanthimos                             | Grekland                | Un certain regard-priset        |
| 2009 | Polis, adjektiv (Polițist, adjectiv)             | Corneliu Porumboiu                            | Rumänien                | Prix du jury                    |
| 2009 | Kasi az Gorbehaye Irani Khabar Nadareh           | Bahman Ghobadi                                | Iran                    | Prix spécial du jury ex-aequo   |
| 2009 | Le père de mes enfants                           | Mia Hansen-Løve                               | Frankrike               | Prix spécial du jury ex-aequo   |
| 2010 | Hahaha                                           | Hong Sang-soo                                 | Sydkorea                | Un certain regard-priset        |
| 2010 | Octubre                                          | Daniel Vega och Diego Vega                    | Peru                    | Prix du jury                    |
| 2010 | Los labios                                       | Adela Sánchez, Eva Bianco och Victoria Raposo | Argentina               | Prix d'interprétation féminine  |
| 2011 | Arirang                                          | Kim Ki-duk                                    | Sydkorea                | Un certain regard-priset        |
| 2011 | Halt auf freier Strecke                          | Andreas Dresen                                | Tyskland                | Un certain regard-priset        |
| 2011 | Elena                                            | Andrej Zvjagintsev                            | Ryssland                | Prix spécial du jury            |
| 2011 | Be omid e didar                                  | Mohammad Rasoulof                             | Iran                    | Prix de la mise en scène        |
| 2012 | Después de Lucía                                 | Michel Franco                                 | Mexiko                  | Un certain regard-priset        |
| 2012 | Djeca                                            | Aida Begic                                    | Palestina               | Mention spéciale                |
| 2012 | À perdre la raison                               | Émilie Dequenne                               | Belgien                 | Prix d'interprétation féminine  |
| 2012 | Laurence Anyways                                 | Suzanne Clément                               | Kanada                  | Prix d'interprétation féminine  |
| 2012 | Le grand soir                                    | Gustave de Kervern                            | Frankrike               | Prix spécial du Jury            |
| 2012 | Le grand soir                                    | Benoît Delépine                               | Frankrike               | Prix spécial du Jury            |
| 2013 | L'Image manquante                                | Rithy Panh                                    | Kambodja                | Un certain regard-priset        |
| 2013 | Muren (Omar)                                     | Hany Abu-Assad                                | Palestina               | Prix du Jury                    |
| 2013 | L'Inconnu du lac                                 | Alain Guiraudie                               | Frankrike               | Prix de la mise en scène        |
| 2013 | La jaula de oro                                  | Diego Quemada-Diez                            | Spanien                 | Prix un certain talent          |
| 2013 | Last Stop Fruitvale Station                      | Ryan Coogler                                  | Förenta staterna        | Prix de l'avenir                |
| 2014 | Revolten (Fehér isten)                           | Kornél Mundruczó                              | Ungern                  | Un certain regard-priset        |
| 2014 | Turist                                           | Ruben Östlund                                 | Sverige                 | Prix du Jury                    |
| 2014 | Le Sel de la Terre                               | Wim Wenders och Juliano Ribeiro Salgado       | Frankrike och Brasilien | Prix spécial                    |
| 2014 | Party Girl                                       | Alla skådespelare                             | Frankrike               | Prix d'ensemble                 |
| 2014 | Charlie's Country                                | David Gulpilil                                | Förenta staterna        | Prix du meilleur acteur         |
| 2015 | Hrútar                                           | Grímur Hákonarson                             | Island                  | Un certain regard-priset        |
| 2015 | Zvizdan                                          | Dalibor Matanić                               | Kroatien                | Prix du Jury                    |
| 2015 | 岸辺の旅 Kishibe no tabi                         | Kiyoshi Kurosawa                              | Japan                   | Prix du mise en scène           |
| 2015 | Masaan                                           | Neeraj Ghaywan                                | Indien                  | Prix avenir prometteur          |
| 2015 | Nahid                                            | Ida Panahandeh                                | Iran                    | Prix avenir prometteur          |
| 2015 | Comoara                                          | Corneliu Porumboiu                            | Rumänien                | Prix un certain talent          |
| 2016 | Den lyckligaste dagen i Olli Mäkis liv           | Juho Kuosmanen                                | Finland                 | Un certain regard-priset        |
| 2016 | 淵に立つ Fuchi ni tatsu                          | Kōji Fukada                                   | Japan                   | Prix du Jury                    |
| 2016 | Captain Fantastic                                | Matt Ross                                     | Förenta staterna        | Prix de la mise-en-scene        |
| 2016 | Voir du pays                                     | Delphine Coulin och Muriel Coulin             | Frankrike               | Prix du meilleur scénario       |
| 2016 | La Tortue rouge                                  | Michaël Dudok de Wit                          | Nederländerna           | Michaël Dudok de Wit            |
| 2017 | Lerd                                             | Mohammad Rasoulof                             | Iran                    | Un certain regard-priset        |
| 2017 | Las hijas de Abril                               | Michel Franco                                 | Mexiko                  | Prix du Jury                    |
| 2017 | Wind River                                       | Taylor Sheridan                               | Förenta staterna        | Prix de la mise-en-scene        |
| 2017 | Fortunata                                        | Jasmine Trinca                                | Italien                 | Prix d'interprétation féminine  |
| 2017 | Barbara                                          | Mathieu Amalric                               | Frankrike               | Prix pour la poésie du cinéma   |
| 2018 | Gräns                                            | Ali Abbasi                                    | Danmark och Sverige     | Un certain regard-priset        |
| 2018 | Chuva é cantoria na aldeia dos mortos            | João Salaviza och Renée Nader Messora         | Brasilien och Portugal  | Jurypriset                      |
| 2018 | Donbass                                          | Sergej Loznitsa                               | Ukraina                 | Bästa regi                      |
| 2018 | Girl                                             | Victor Polster                                | Belgien                 | Bästa skådespelarinsats         |
| 2018 | Sofia                                            | Meryem Benm'Barek-Aloïsi                      | Belgien                 | Bästa manus                     |